# Нимуендажу, Курт

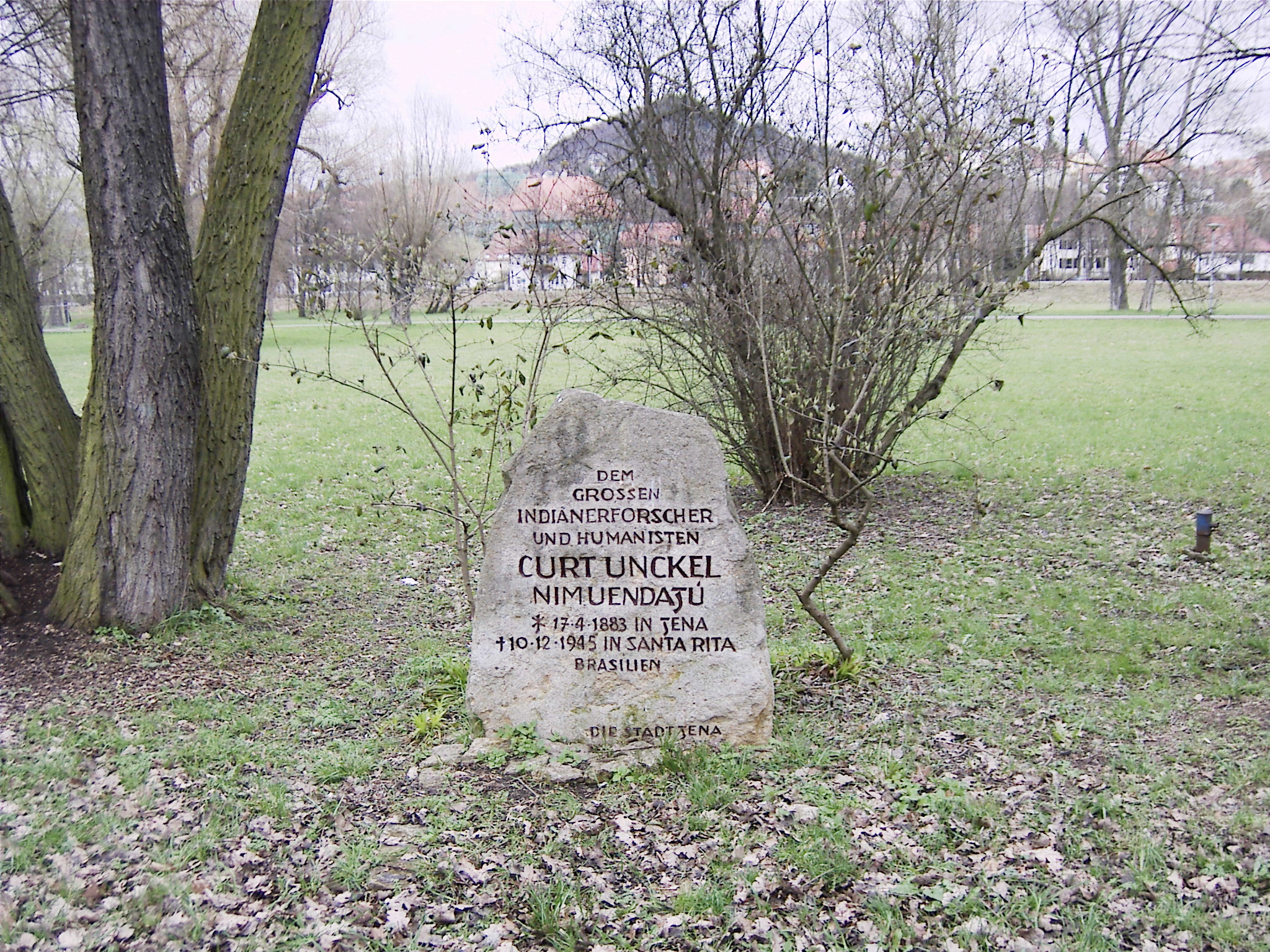
Мемориальный камень Курта Ункеля в Райском парке в Йене

Курт Нимуендажу (порт. Curt Nimuendajú, урождённый Курт Ункель, нем. Curt Unckel; 18 апреля 1883, Йена — 10 декабря 1945, штат Амазонас) — немецко-бразильский этнолог и антрополог. Его труды имеют основополагающее значение для понимания религии и космологии некоторых бразильских индейцев, особенно гуарани. Фамилию Нимуендажу («тот, кто построил себе дом») образовал от прозвища, которое ему дали в племени апапокува, где он прожил год. При принятия гражданства Бразилии в 1922 году эта фамилия стала официальной. В некрологе Нимуендажу его немецко-бразильский коллега Герберт Балдус назвал исследователя «величайшим специалистом по индейцам всех времён».

## Биография
Курт Ункель родился в Йене, Германия, в 1883 году и в раннем детстве лишился родных родителей. С малых лет он мечтал жить среди «первобытных людей». Ещё в школе вместе с другими учениками он организовал «индейское племя» и ходил на охоту в лес за городом. Из-за недостатка средств он не смог поступить в университет и устроился на работу на фабрику Карла Цейса. В свободное время он изучал карты и этнографические исследования индейского населения Северной и Южной Америки. В 1903 году, в возрасте 20 лет, он эмигрировал в Бразилию. Средства на поездку предоставила его полукровная сестра, работавшая школьной учительницей.
Через два года после прибытия в Бразилию он встретился в штате Сан-Паулу с представителями народа гуарани. О гуарани с XVII века существовало множество публикаций, но их религиозные традиции и ритуалы были изучены плохо. Со всей существовавшей литературой Ункель досконально ознакомился. В 1910 году он опубликовал в немецкой газете Сан-Паулу «Deutsche Zeitung» статью «Nimongarai». В 1913 году переехал в Белем. В 1914 году его уникальные исследования мифологии и религии племени апапокува были приняты к печати в «Zeitschrift für Ethnologie». Он стал специалистом по различных коренных народам Южной Америки, особенно же, апапокува, тукуна, кайнганг, апинайе, шеренте, уанано и канела. Его публикации заложили, по словам одного из современников исследователя, «незаменимый фундамент, на котором выстроены десятки докторских диссертаций и монографий бразильских и американских антропологов». Одним из результатов его работы стало смещение интереса от племён, живущих на побережье или в крупных городах, к племенам, скрывающимся в глубине континента, и пробуждение интереса антропологов, таких как молодой Клод Леви-Стросс, к общинам, хотя и живущим в примитивных условиях, но разработавшим достаточно сложные социальную структуру и религиозную космологию. В течение 40 лет полевых работ, во многом полагаясь только на собственные средства, Нимуендажу опубликовал около 60 статей, монографий и словарей языков индейских народов.
Между 1929 и 1936 годами он провел в сумме 14 месяцев с индейцами канела, одном из говорящем на языке же племени северо-восточной окраины Бразильского нагорья. Монографии о канела, переведенные и прокомментированные Робертом Лоуи, был опубликован посмертно в 1946 году. Работы Нимуендажу по народности апинайе обратили на себя внимание, так как отражали множество отличий от традиционной структуры общества индейцев же. Описанная «аномалия апинайе» заключалась в том, что, разделяя привычную билинейность других родственных племенных обществ, племя поддерживало систему брака, в которой сыновья включались в группу отца, а дочери — в группу матери, что не соответствовало установленному принципу кроу-омаха, который наблюдали и Нимуендажу, и Лоуи в других народах же.
Несмотря на ухудшение здоровья и предупреждения врачей, Нимуендажу отправился в очередную этнографическую экспедицию и умер 10 декабря 1945 года в племени народности тикуна, живших вдоль реки Солимойнс, вблизи Сан-Паулу-ди-Оливенса, штат Амазонас.
Архив Курта Нимуендажу хранился в Национальном музее Бразилии и был полностью уничтожен во время катастрофического пожара 2 сентября 2018 г.

## Работы
- The Šerente, (ed. Robert H. Lowie), The Southwest Museum, 1942
- The Eastern Timbira, (ed. Robert H.Lowie), University of California Press, 1946
- The Tukuna, (ed. Robert H.Lowie) University of California Press, 1952
- The Apinayé, (tr. and ed. Robert H.Lowie, John M. Cooper), Catholic University of America Press, 1939